# Трайон, Валери
Валери Трайон (англ. Valerie Tryon; род. 1934) — британская и канадская академическая пианистка и музыкальный педагог. Лауреат Международного конкурса пианистов им. Ф. Листа (Будапешт, 1956), Международной музыкальной премии Харриет Коэн (1967), премии «Джуно» за лучший классический альбом в вокальном или хоровом исполнении (1994, Debussy Songs, с Клодетт Леблан), кавалер ордена Канады (2017).

## Биография
Родилась в Портсмуте (Англия) в 1934 году. Рано начала учиться игре на фортепиано и уже в 9 лет участвовала как солистка в гастролях Северного молодёжного оркестра Великобритании, а в 11 лет дебютировала на Би-Би-Си. С 1950 по 1955 год училась в Королевской академии музыки у Эрика Гранта, а затем в 1955—1956 годах в Париже у Жака Феврие.
В 1956 году стала лауреатом Международного конкурса пианистов имени Ференца Листа в Будапеште. В 1959 году сольный концерт Трайон на Челтнемском фестивале получил высокие оценки критиков и дал ей возможность начать карьеру исполнительницы-солистки в наиболее престижных концертных залах Великобритании. Она также гастролировала в других странах Европы, ЮАР, Канаде и США и выступала с такими коллективами как Лондонский симфонический оркестр, Лондонский филармонический оркестр, the Королевский филармонический оркестр и оркестр Халле.
В 1971 году переехала в Канаду, где с 1976 года преподавала в Макмастерском университете. В 1986 году получила канадское гражданство. Продолжала в основном выступать как солистка и аккомпаниатор, но сотрудничала также с Торонтским симфоническим оркестром и такими камерными ансамблями как торонтская «Камерата» и гамильтонское «Трио Канада». В 1986 году основала со скрипачом Джерардом Кантаряном и виолончелистом Кунрадом Блумендалом трио «Рембрандт». Неоднократно выступала на CBC, записывала альбомы с лейблами Naxos, Somm и Marquis Classics
Составила себе репутацию как один из ведущих интерпретаторов творчества композиторов-романтиков — Шопена, Листа, Рахманинова. Выполненную Трайон запись скерцо и баллад Шопена критик New York Times назвал одной из лучших шопеновских записей десятилетия. Известна также как исполнитель произведений современных канадских композиторов, в том числе С. И. Глика («Еврейская сюита» № 1 и др.), М. Адаскина (Dedication), М. Барнса («Народные танцы») и К. Шампаня (Quadrilha brasiliera). Дважды подряд (в 1994 и 1995 годах) номинировалась на премию «Джуно» за лучший классический альбом, завоевав её в 1994 году с сопрано Клодетт Леблан за альбом Debussy Songs.

## Награды и звания
- 1956 — Лауреат Международного конкурса пианистов им. Ф. Листа (Будапешт)
- 1967 — Международная музыкальная премия Харриет Коэн[4]
- 1986 — Почётная медаль Ференца Листа от министерства культуры Венгрии[2]
- 1994 — премия «Джуно» за лучший классический альбом в вокальном или хоровом исполнении (Debussy Songs, с Клодетт Леблан)
- 2000 — почётный доктор Макмастерского университета[3]
- 2017 — член ордена Канады[5]